# Josip Poljan
Josip Poljan (Zagreb, 24. studenoga 1925 - Zagreb, 04. lipnja 2015) bio je hrvatski kipar, redovni profesor na Akademiji likovnih umjetnosti u Zagrebu, dekan Akademije.

## Životopis
Nakon gimnazije između violine i kiparstva bira kiparstvo. Prvi profesor na Akademiji likovnih umjetnosti u Zagrebu 1944./45. bio mu je Frano Kršinić, na drugoj i trećoj godini u klasi je prof. Vanje Radauša, a na četvrtoj se vraća prof. Kršiniću. Povijest umjetnosti predaju mu Ljubo Babić, Zdenko Vojnović i Andro Vid Mihičić. Diplomiravši 1949. godine, upisuje ˝specijalku˝ kod prof. Antuna Augustinčića. Postavši od učenika profesorom 1951. godine, posvećuje se kiparskom i pedagoškom radu. Profesor je od 1951. do 1961. godine u Školi za primijenjenu umjetnost u Zagrebu, a od 1961. do 1978. na odjelu za likovne umjetnosti Pedagoške akademije u Zagrebu. Od 1978. godine je izvanredni, od 1985. redovni profesor na pedagoškom odjelu Akademije likovnih umjetnosti u Zagrebu. Od 1985. do 1987. obavlja dužnost prodekana; od 1987. do 1991. dva puta izabran za dekana ALU.

## Djela
Značajnija su mu javna djela spomenik Anti Starčeviću u Zagrebu, bl. Alojziju Stepincu u Krašiću i u Maloj Mlaki, te Bogorodica s Djetetom u Mostaru, i u Rumbocima u Rami (BiH). Nazivaju ga “fratarskim kiparom” jer je modelirao više različitih kipova sv. Franje: u Ovčarevu kod Travnika, u Rumbocima, u Slavonskom Brodu i u Čakovcu te kip sv. Antuna Padovanskog u Čakovcu. Prošle je godine postavljena njegova Pieta u Voćinu.

Josip Poljan umro je 04. lipnja 2015 u Zagrebu. Sahranjen je na gradskom groblju u Samoboru.